# Molnár József (plébános, 1825–1881)
Molnár József (Dejtár, 1825. március 14. – Bükkösd, 1881. július 21.) római katolikus plébános.

## Életútja
Pécsett elvégezte a bölcseletet és teologiát, 1848. június 21-én abban az egyházmegyében pappá szenteltetett. Segédlelkész volt Abaligeten, Jováncán, Závodon, Bátaszéken és Mözsön, ahol egy ideig adminisztrátor is volt, azután ismét káplán Agárdon és Bükkösdön 1857-ig. Ekkor a pécsi líceumban a természettan és mathematika tanára lett. 1864. október 1-jől Grábócon adminisztrátor, december 9-től pedig ugyanott plébános volt. 1870 novemberében Bükkösdre helyezték át szintén plébánosnak. Itt két évtizedig szolgált, 1881-ben hunyt el tüdőbajban.
Programmértekezései a pécsi főgimnázium Értesítőjében (1857. Az elektro-kosmodynamikáról, 1859. Középidőszámítások Pécsre és más helyekre, A Julius és Gergely-féle időszámításról).

## Művei
- Egyházi beszéd a pécsi székesegyházban. Pécs, 1864.
- Népszerű csillagászat. Magyar tudom. akadémiai dicséretet nyert pályamű. Pécs, 1865. A szövegbe nyomott fametszetekkel és két tábla rajzzal. (Ism. Hon. 1865. 164. sz.)